# 숲속으로
《숲속으로》(영어: Into the Woods)는 2014년 공개된 롭 마셜이 감독을 맡은 미국의 판타지 뮤지컬 영화로, 제임스 러핀과 스티븐 손드하임의 동명의 브로드웨이 뮤지컬을 각본으로 각색했다. 월트 디즈니 픽처스가 제작한 이 영화에는 메릴 스트리프, 에밀리 블런트, 제임스 코든, 애나 켄드릭, 크리스 파인, 트레이시 울먼, 릴라 크로포드, 크리스틴 배런스키, 대니얼 허틀스톤, 매켄지 모지, 빌리 매그너슨, 조니 뎁등이 앙상블 캐스팅하였다. 그림 형제의 동화 빨간 두건, 신데렐라, 잭과 콩나무, 라푼젤으로부터 영감을 받은 이 영화는 복수심에 불타는 마녀로부터 받은 저주를 끝내려 하는 아이가 없는 부부를 중심으로 하는 판타지 장르 영화이다. 결론적으로, 영화의 등장인물은 자신들의 행동으로 벌어진 결과들을 바로잡게 된다.
원작 뮤지컬을 영화로 각색하려던 스튜디오와 프로듀서들의 시도가 있었으나 실패한 후, 디즈니가 2012년에 마셜이 감독, 존 더루카가 제작을 맡기로 한다며 영화 제작을 알렸다. 본 촬영은 2013년 9월에 시작되었고, 런던에 있는 셰퍼턴 스튜디오를 포함한 영국에서 이뤄졌다.

## 배역
- 메릴 스트립 - 마녀 역
- 에밀리 블런트 - 베이커 부인 역
- 제임스 코든 - 베이커 역
- 애나 켄드릭 - 신데렐라 역
- 크리스 파인 - 신데렐라의 왕자 역
- 조니 뎁 - 늑대 역
- 릴라 크로퍼드 - 빨간 망토 역
- 매켄지 모지 - 라푼젤 역
- 대니얼 허틀스톤 - 잭 역
- 트레이시 울먼 - 잭의 어머니 역
- 크리스틴 배런스키 - 신데렐라의 계모 역
- 태미 블랜처드 - 플로린다 역
- 루시 펀치 - 루신다 역
- 빌리 매그너슨 - 라푼젤의 왕자 역
- 아넷 크로즈비 - 빨간 망토의 할머니 역
- 조애나 라이딩 - 신데렐라의 어머니 역
- 프랜시스 드 라 투어 - 거인 역
- 사이몬 러셀 빌 - 베이커의 아버지 역